# Kis József (esperes)
Kis József (Hedrehely, 1862. január 25. – Pápa, 1927. április 23.) református teológiai tanár, esperes.

## Élete
Földműves szülők gyermeke. A gimnáziumot Csurgón és Pápán (1880 júliusig), a teológiát (egy félév kivételével, melyet Budapesten a teológiai akadémián töltött) szintén Pápán 1884-ben végezte. Ezen év őszén a belső-somogyi egyházmegye kebelébe lépett és egy évi káplánkodás után 1885-ben vallástanár lett Csurgón a főgimnáziumban és az állami tanítóképzőintézetben; 1892. szeptember elején Pápára ment teológiai akadémiai tanárnak. 1901-től ugyanitt lelkészként szolgált, majd a dunántúli egyházkerület tanácsbírója volt. 1903-tól a pápai egyházmegye espereseként működött, 1916 után a kollégium gondnoka volt. Részt vett a budapesti második és harmadik zsinaton.
Teológiai és tanügyi cikkei a Protestáns Egyházi és Iskolai Lapban (1887), a Dunántúli Protestáns Lapban, a K. Tóth Kálmán és Pap Károly által szerkesztett Kalászokban és a csurgói Iskolai Szemlében jelentek meg.

## Munkája
- Keresztyén hit- és erkölcstan az ev. ref. gymnasiumok III. és IV. osztálya számára. A konverti tanterv szerint. (Nagy-Kanizsa, 1891., 2. kiadás, Pápa, 1897., 3. kiad. Pápa, 1902.)
- Házasságjogi reform (Pápai értesítő, 1893.).
- Egyházi beszéd… a pápai ref. főgimnázium felavatása alkalmával. (Pápa, 1895.)
- A hívek látogatásának eredete és gyakorlásának módja (P. E. I. L., 1897.).
- Vallásos nevelés közép- és felsőiskoláinkban (Tiszántúli ref. középiskolai tanáregyesület évkönyve, 1899.).
- Konfirmációi káté. (Pápa, 1903.) (V. kiad. 1913.)
- Miben áll az Isten országa? (Prédikáció) (Nagybánya, 1909.)
- Egyházi beszédek az 1914. évi világháború idején. (Pápa, 1914.)
- Egyházi beszédek és imádságok. (Uo. 1917.)

Szerkesztette a Dunántúli Protestáns Lapot 1898 elejétől kezdve Pápán, 1908 és 1918 között a lap felelős szerkesztője volt.